# ۹۲۳ (قمری)
۹۲۳ (قمری)، نهصد و بیست و سومین سال در گاهشماری هجری قمری است. اول محرم این سال برابر با سوم فوریه سال ۱۵۱۷ میلادی است.

## وابسته
- سعدیان